# 鷹金錢集團
广州鹰金钱食品集团有限公司（英語：Guangzhou Eagle-Coin Food Group Co., Ltd.），簡稱广州鹰金钱食品集团、鷹金錢，前身「廣州市鷹金錢企業集團公司」及1956年由廣州市政府設立的「廣東罐頭廠」。罐頭品牌源於1893年创建的廣茂香罐頭廠。1987年更名為「广州市罐头食品工业公司」，現時為广州轻工集团旗下食品企業。

## 歷史

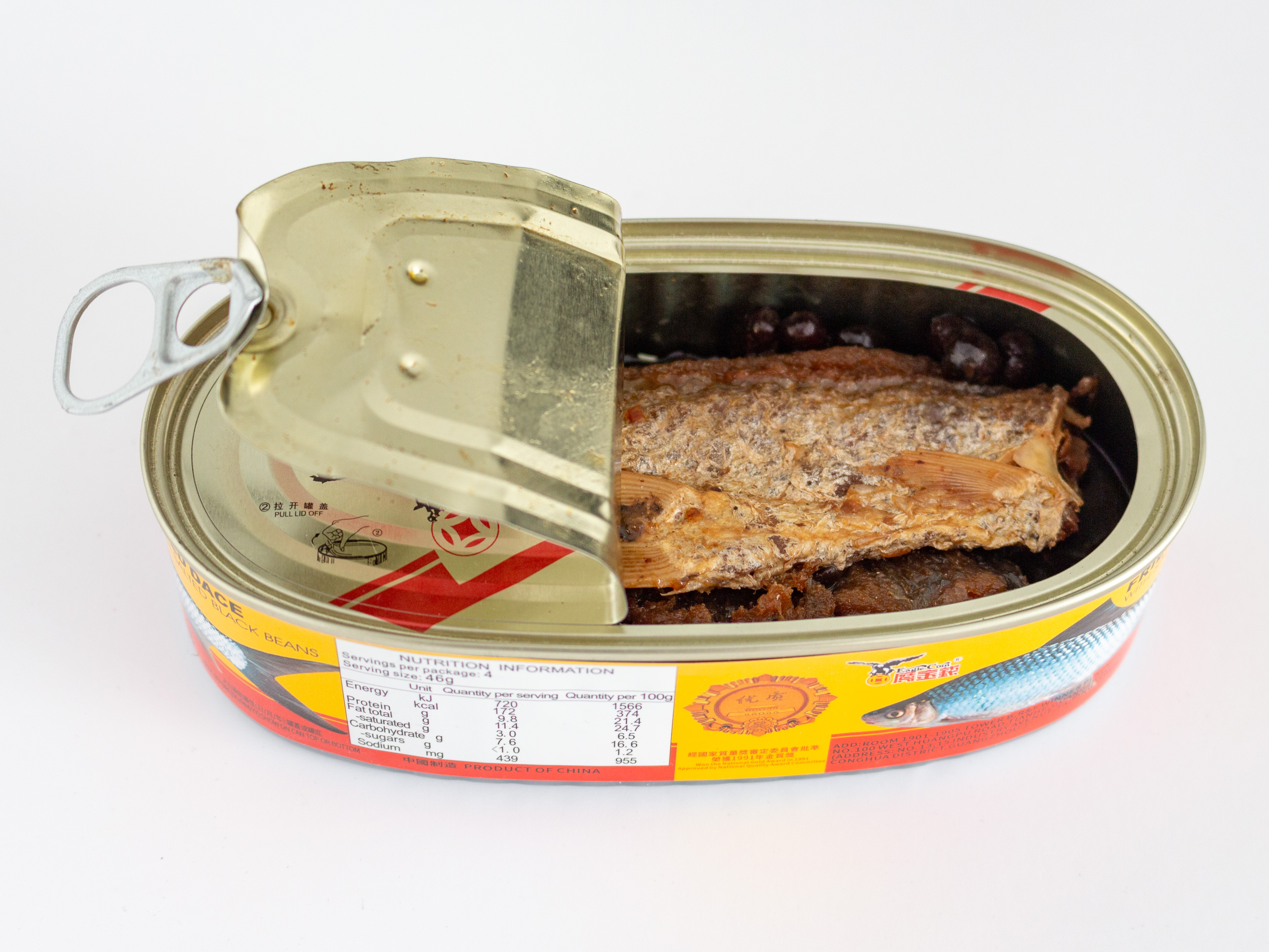
鹰金钱的著名产品——豆豉鲢鱼罐头

1893年，廣茂香罐頭廠生產第一罐豆豉鯪魚罐頭，更名為廣奇香罐頭廠後，1912年於香港註冊了“鷹金錢”商標品牌。1956年公私合营，将多个在广州的罐头厂及品牌合并并收归国有，之后因此建立为廣東罐頭廠，曾經是亞洲最大的罐頭廠。

## 現代發展
現時集團業務，主要為銷售和生產水产类、肉类及饮料类罐頭產品，主要品牌為「鷹金錢」。董事長為周燦宇，總經理為胡守斌。
2009年，廣東罐頭廠區內原有的蘇聯式建築及結構已漸漸不能滿足大型現代化機械生產的需要，加上「退二進三」政策，公司決定將廠房由天河區員村四橫路128號搬遷至從化太平經濟開發區，員村舊廠區被改造成為創意產業基地紅專廠創意園。
而現時總部位於广州市黄埔大道西100号富力盈泰广场B栋1901-05，以及从化市太平经济技术开发区工业大道15号，而前總部為员村四横路128号D1栋。
2024年1月13日，红棉股份发布公告称，拟通过现金方式从广州轻工集团购买鷹金錢集團100%股权。交易完成后，鹰金钱集团将成为红棉股份全资子公司。

## 連結
- EagleCoin.com（页面存档备份，存于）